# Christijan Albers

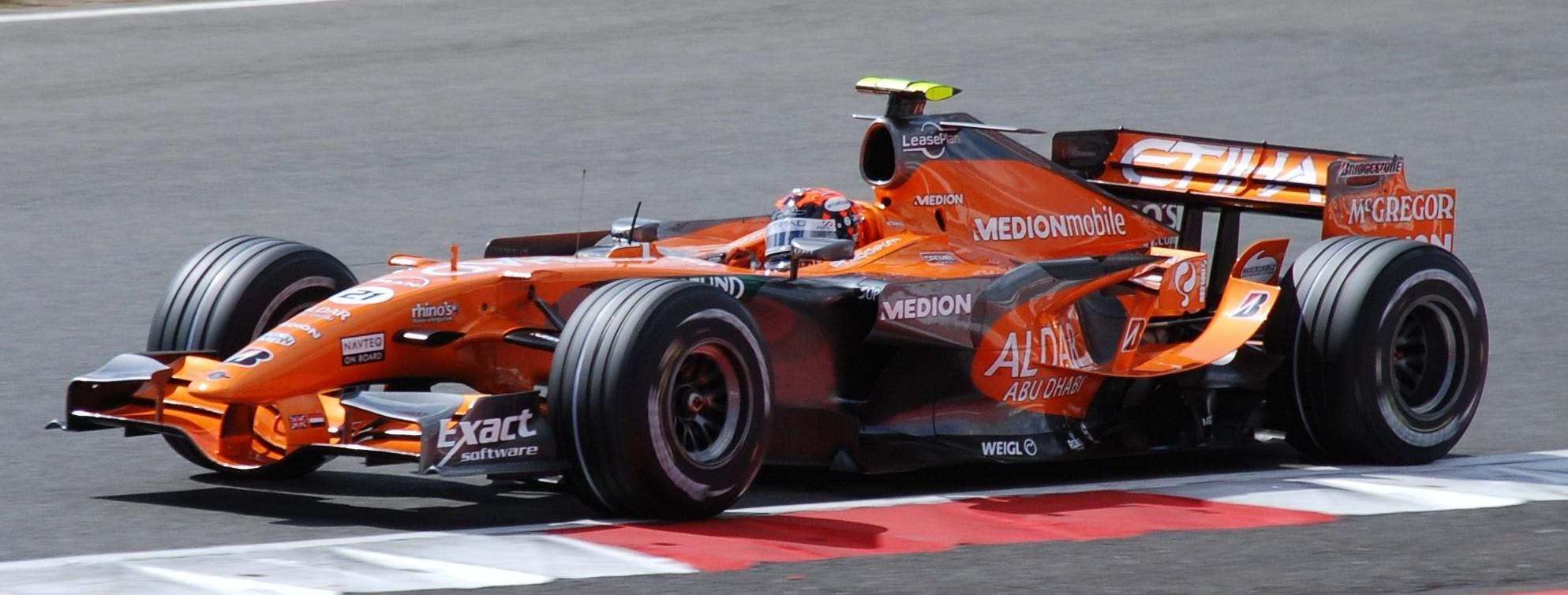
Christijan Albers

Christijan Albers, nascut el 16 d'abril de 1979 a Eindhoven (Països Baixos), és un pilot de Fórmula 1.

## Començaments
Albers es va iniciar als karts a jove edat. Va obtenir el campionat nacional danès de la disciplina l'any 1997. Aquest mateix any, també es va proclamar guanyador de la Fórmula Ford 1800 als Països Baixos i Bèlgica, i participà en la sèrie Renault Megane Marlboro.
El 1998, va passar a la Fórmula 3 alemanya, categoria on va obtenir el campionat de 1999 després de guanyar sis carreres i obtenir sis poles. L'any 2000, Albers va participar en el campionat internacional de Fórmula 3000, i també a la Fórmula europea.
L'any 2001, Albers va participar en el campionat de Turismes alemany, categoria on va aconseguir el segon lloc final després de quatre victòries. Al mateix temps desenvolupava tasques com a pilot de proves de l'escuderia Minardi de Fórmula 1, i va pilotar el biplaça de l'equip utilitzat per promocions. Al novembre de 2004, el pilot va obtenir el millor registre de les proves de Misano di Gera d'Adda, tot i només haver realitzat vint voltes.

## A la Fórmula 1
Albers va ser confirmat per la Temporada 2005 de Fórmula 1 com a pilot titular de Minardi, debutant al Gran Premi d'Austràlia. Tot i córrer tota la temporada no va aconseguir resultats de rellevància a les curses del campionat. En acabar-se la temporada, Albers va ser confirmat com a pilot principal de MF1 Racing per la temporada 2006, encara que tampoc va aconseguir resultats rellevants, fent un 10º lloc (GP d'Hongria) com a millor posició final a un GP.
L'escuderia Midland va canviar el nom pel de Spyker i va confirmar-lo com a pilot per la temporada següent.
A mitjan Temporada 2007 de Fórmula 1 l'equip Spyker el va substituir després del GP de Gran Bretanya i de moment no ha tornat a la Fórmula 1.

## Després de la Fórmula 1
El 2008, va tornar a la sèrie DTM com a pilot de l'equip Audi Futurecom TME. Albers va actuar com a director d'equip i conseller delegat de l'equip Caterham F1 Team de juliol a setembre de 2014 després que fos adquirit per uns nous propietaris.